# Championnats du monde de karaté 1980
Navigation
Édition précédente Édition suivante
Les championnats du monde de karaté 1980 ont eu lieu à Madrid, en Espagne, en 1980. Il s'agissait de la cinquième édition des championnats du monde de karaté senior et de la première à proposer davantage que deux épreuves ainsi qu'une compétition féminine. Au total, 800 karatékas provenant de 48 pays du monde ont participé aux dix épreuves au programme.

## Résultats

### Épreuves individuelles

#### Kata
| Rang | Pays    | Karatéka       |
| ---- | ------- | -------------- |
| 1    | Japon   | Keji Okada     |
| 2    | Japon   | Masashi Koyama |
| 3    | Espagne | Romero         |

| Rang | Pays    | Karatéka       |
| ---- | ------- | -------------- |
| 1    | Japon   | Suzuko Omamura |
| 2    | Japon   | Mie Nakayama   |
| 3    | Espagne | María Moreno   |

#### Kumitemasculin
| Rang | Pays    | Karatéka          |
| ---- | ------- | ----------------- |
| 1    | Espagne | Ricardo Abad      |
| 2    | France  | Jean-Louis Granet |
| 3    | Espagne | Apsuero           |
| 3    | Japon   | Sugiyama          |

| Rang | Pays    | Karatéka       |
| ---- | ------- | -------------- |
| 1    | Japon   | Toshiaki Maeda |
| 2    | Japon   | Yoshikazu Ono  |
| 3    | Espagne | Arsenal        |
| 3    | Espagne | F. Hita        |

| Rang | Pays     | Karatéka        |
| ---- | -------- | --------------- |
| 1    | Espagne  | Damien Gonzales |
| 2    | France   | Thierry Masci   |
| 3    | France   | Â               |
| 3    | Pays-Bas | Schenker        |

| Rang | Pays     | Karatéka     |
| ---- | -------- | ------------ |
| 1    | Japon    | Sadao Tajima |
| 2    | Japon    | Imamatsu     |
| 3    | Mexique  | Aguilar      |
| 3    | Pays-Bas | Fred Royers  |

| Rang | Pays       | Karatéka      |
| ---- | ---------- | ------------- |
| 1    | États-Unis | T. Hill       |
| 2    | Paraguay   | Amarilla      |
| 3    | Pays-Bas   | Otti Roethoff |

| Rang | Pays       | Karatéka         |
| ---- | ---------- | ---------------- |
| 1    | France     | Jean-Luc Montama |
| 2    | États-Unis | Silver Whyte     |
| 3    | États-Unis | William Blanks   |
| 3    | Mexique    | Sias             |

| Rang | Pays       | Karatéka            |
| ---- | ---------- | ------------------- |
| 1    | Italie     | Ricciardi           |
| 2    | États-Unis | William Blanks      |
| 3    | Espagne    | Jean-Pierre Carbila |
| 3    | Japon      | Hisao Murase        |

### Épreuve par équipes
| Rang | Pays                              |
| ---- | --------------------------------- |
| 1    | Espagne (José María Torres, etc.) |
| 2    | Pays-Bas                          |
| 3    | France                            |
| 3    | Royaume-Uni                       |

## Tableau des médailles
Au total, 37 médailles ont été attribuées à neuf pays différents, et cinq. Le Japon et le pays hôte se classent en tête du tableau des médailles.
| Tableau des médailles |             |    |        |        |       |
| Rang                  | Pays        | Or | Argent | Bronze | Total |
| 1                     | Japon       | 4  | 4      | 2      | 10    |
| 2                     | Espagne     | 3  | 0      | 6      | 9     |
| 3                     | France      | 1  | 2      | 2      | 5     |
| 4                     | États-Unis  | 1  | 2      | 1      | 4     |
| 5                     | Italie      | 1  | 0      | 0      | 1     |
| 6                     | Pays-Bas    | 0  | 1      | 3      | 4     |
| 7                     | Paraguay    | 0  | 1      | 0      | 1     |
| 8                     | Mexique     | 0  | 0      | 2      | 2     |
| 9                     | Royaume-Uni | 0  | 0      | 1      | 1     |